# 东京都旗
东京都旗（日语：／ Tōkyō to ki */?）是日本的47面都道府县旗之一。本条目同時解说東京都紋章（日语：／ Tōkyō to monshō），或稱东京都徽、都徽）与东京都旗及其使用规定。

## 概要

東京都紋章，原為東京市紋章

1889年12月，东京市参事会员渡边洪基最早递交了制定东京市章的提案。由于形似一只从正上方看的乌龟，所以有时也被孩子们叫做“乌龟记号”。
现在使用的是1909年设计的都道府县章，比千叶县章早制定20年，是最古老的都道府县徽。但是，直到1943年11月8日，经过东京市、东京府的名称交替，才正式确定原市章为东京都徽。另外，东京都旗的制定是在1964年10月1日。
东京都旗的底色设计为江户紫，变体的“日”“本”“东”“京”“市”五个汉字像太阳一样向六个方向射出光芒，这代表着“日本的首都与中心”，并注入了对于东京发展的希望。
近年来，1989年制定的「東京都標誌」被看到的机会越来越多，甚至多於都徽，比如东京都区部（23区）的窨井盖上还能看到。同时，东京都的说明和使用都徽的公共设施、机关部门的有关标准认为 “具有很高的历史或艺术价值的东西，应当被保存”，“具有历史与传统表现力的（事物），应该被保存”。

## 識別標誌

东京都标志旗（1989年制定）

1989年，東京都制定了東京都標誌（東京都シンボルマーク）。該標誌源自東京的羅馬字的首個字母“T”，與東京都樹银杏的葉子相似，表达了跳跃、繁荣、滋润、安乐的寓意。俗称“银杏标志”（いちょうマーク），但東京都廳曾表示過該標誌的原始設計概念與銀杏葉無關。
1989年9月30日，为了纪念旧东京市成立100周年而制定此标志。但是，根据都旗与都徽的规定，标志与标志旗后来都被都徽、都旗给取代。惟此之外，東京都廳的識別系統、都營交通系統（包括都營地下鐵與都營巴士）、人孔蓋等均廣泛使用此識別標誌。

## 使用案例

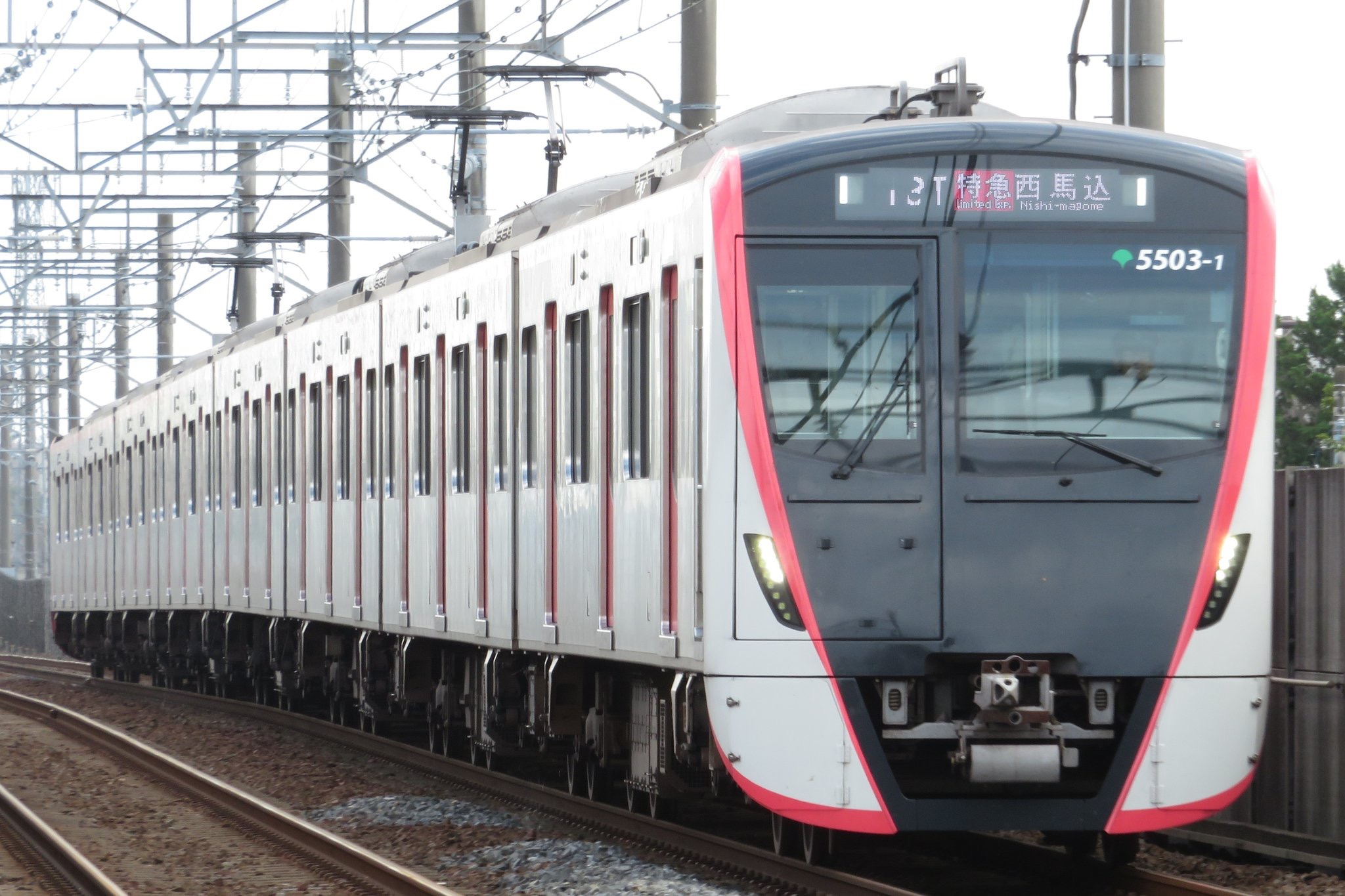
都营地下铁车头（标志）
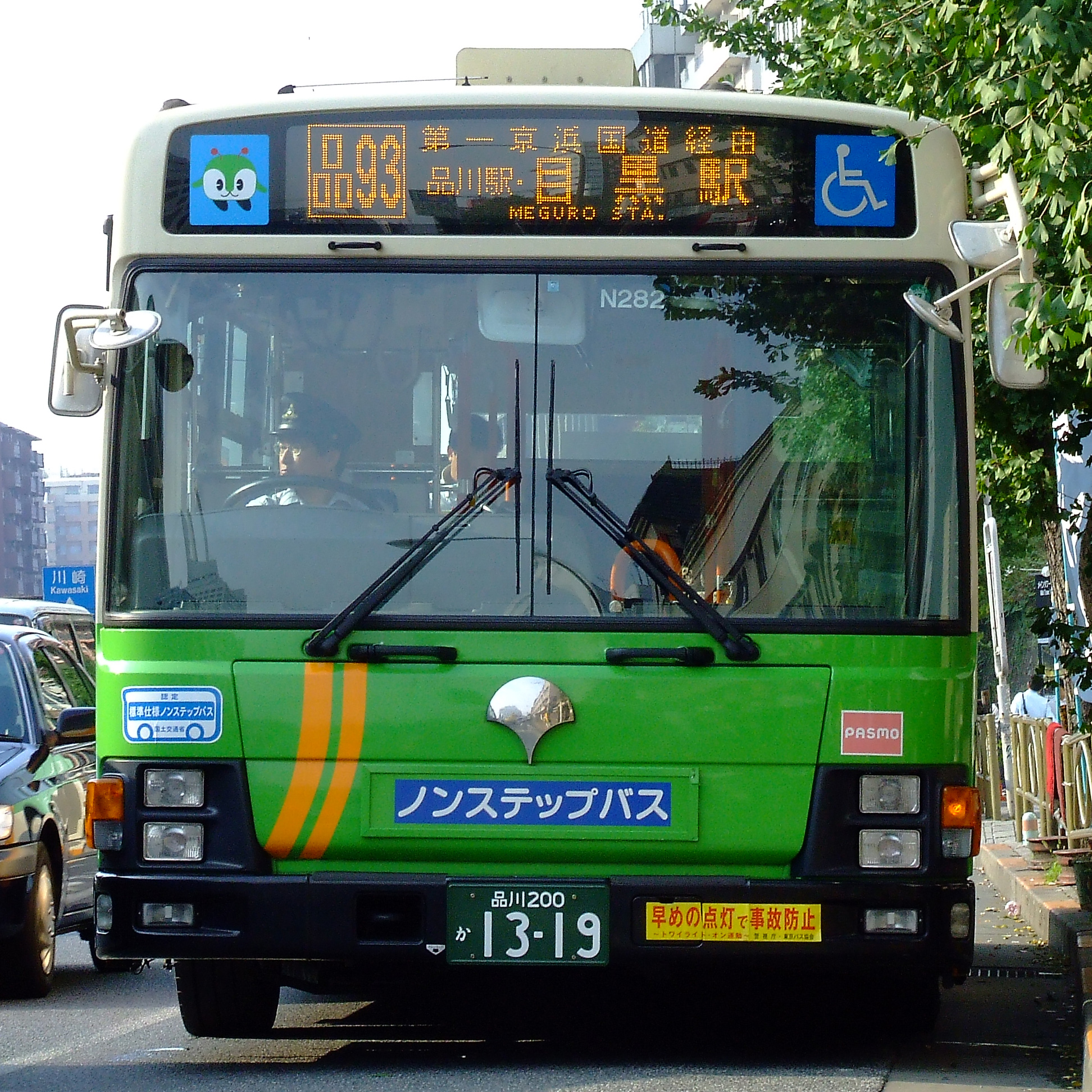
都营巴士车辆（标志）
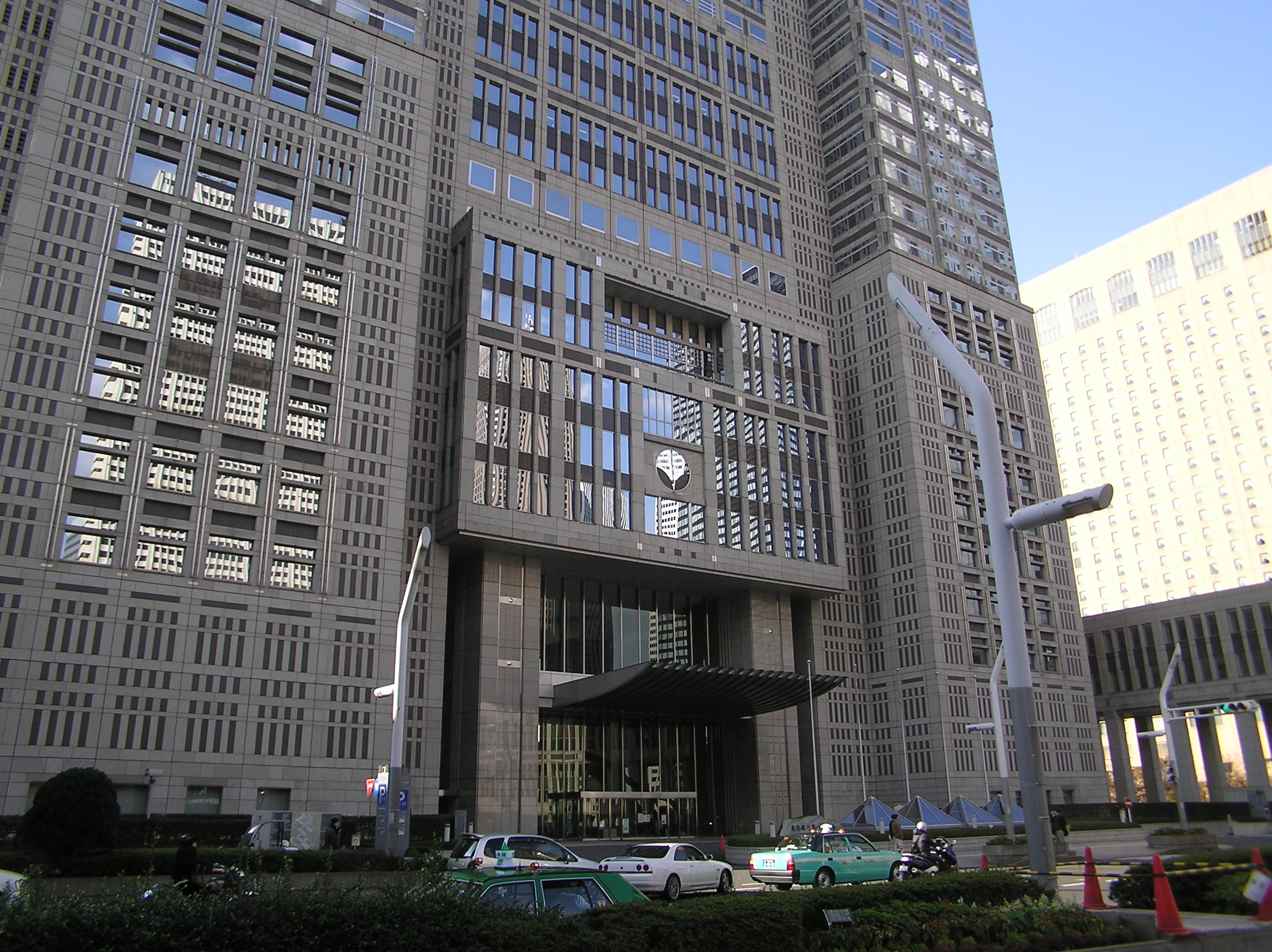
东京都厅舍正面（标志）
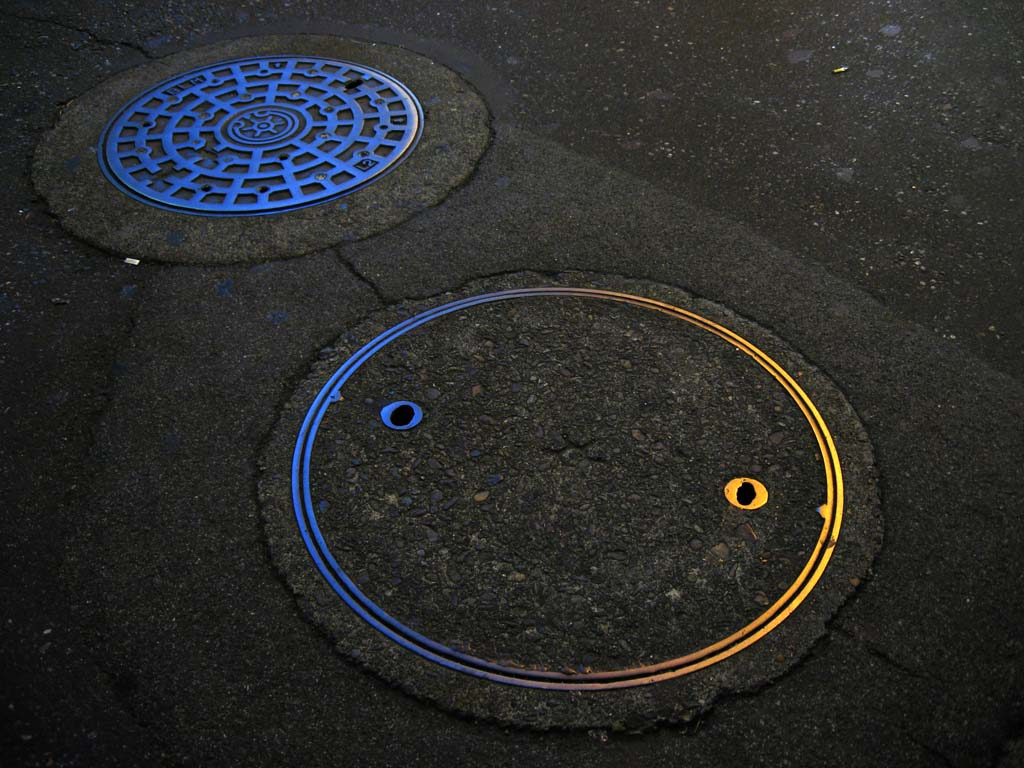
下水道窨井盖（纹章）
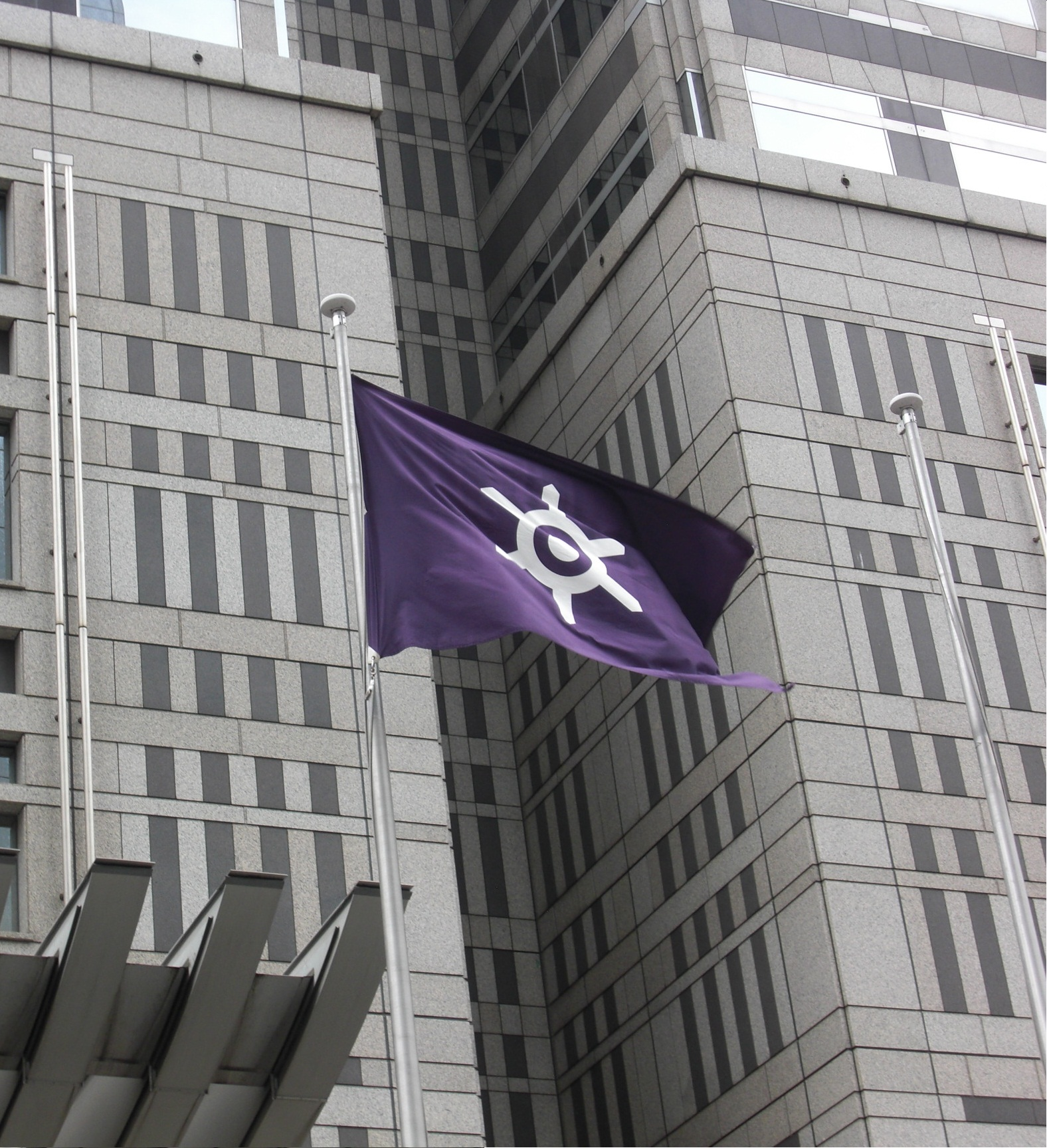
东京都厅第二本厅舍（东京都旗）

## 脚注
1. ↑  . 2006年11月27日  [2008年9月29日]. （原始内容存档于2007年2月19日）. 已忽略未知参数|deadlinkdate= (帮助)
2. ↑  . 东京都. 2012年09月. （原始内容存档于2009-02-14） （日语）.